# 崔周鍾
崔 周鍾（チェ・ジュジョン、최주종）は、大韓民国の軍人。創氏改名による日本名は白三賢三。

## 経歴
咸鏡北道城津に生まれる。満州国陸軍軍官学校第3期予科卒業。陸軍士官学校第58期に留学。終戦後、新京保安司令部警備隊責任者。
1946年1月、軍事英語学校卒業、任参尉（軍番10010番）。第1連隊の創設に参加し、勤務中隊（中隊長：張錫倫大尉）小隊長。しかし、途中で退官。
朝鮮戦争が勃発すると中尉に復職して、第1対ゲリラ隊長として浦項付近の治安に任じる。釜山橋頭堡の戦いでは首都機械化歩兵師団 (韓国陸軍)第3連隊（連隊長：李尚根大領）第2大隊長として慶州の戦いに参加。1952年3月20日、第1師団第11連隊長（大領）。
休戦後は教育畑を歩き、第31師団長在任中に5・16軍事クーデターに参加して国家再建最高会議最高委員、任少将。しかし兼職を禁じる6月の非常措置法改正により、文在駿、韓雄震とともに最高委員から解任された。以後は第8師団長。3月13日、クーデター陰謀事件で中央情報部に金潤根らとともに拘束されるが、ほどなく無嫌疑で不起訴の見通しとなり、5月16日に正式に不起訴となる。
予備役後、大韓住宅公社総裁。

## 年譜
- 1946年1月、軍事英語学校卒業、任参尉（軍番10010番）、第1連隊勤務中隊（中隊長：張錫倫大尉）小隊長
- 1950年：第1対ゲリラ隊長
- 第3連隊第2大隊長
- 1952年3月20日：第1師団第11連隊長（大領）
- 1954年7月31日：陸軍政訓学校校長（初代）[12]
- 1957年：陸軍士官学校生徒隊長
- 1960年
  - 7月：第31師団長（准将）[13]
- 1961年：国家再建最高会議最高委員、任少将[8]。
  - 11月：第8師団長
- 1963年：第5軍管区司令官、戦闘兵科教育司令官
  - 5月：教育基地副司令官
- 1965年7月21日：国防大学院卒業、軍需基地司令官[14]
- 1967年8月：陸軍戦闘発展司令官
- 1968年7月：予備役編入
- 1970年12月：大韓住宅公社総裁